# Gorinchem

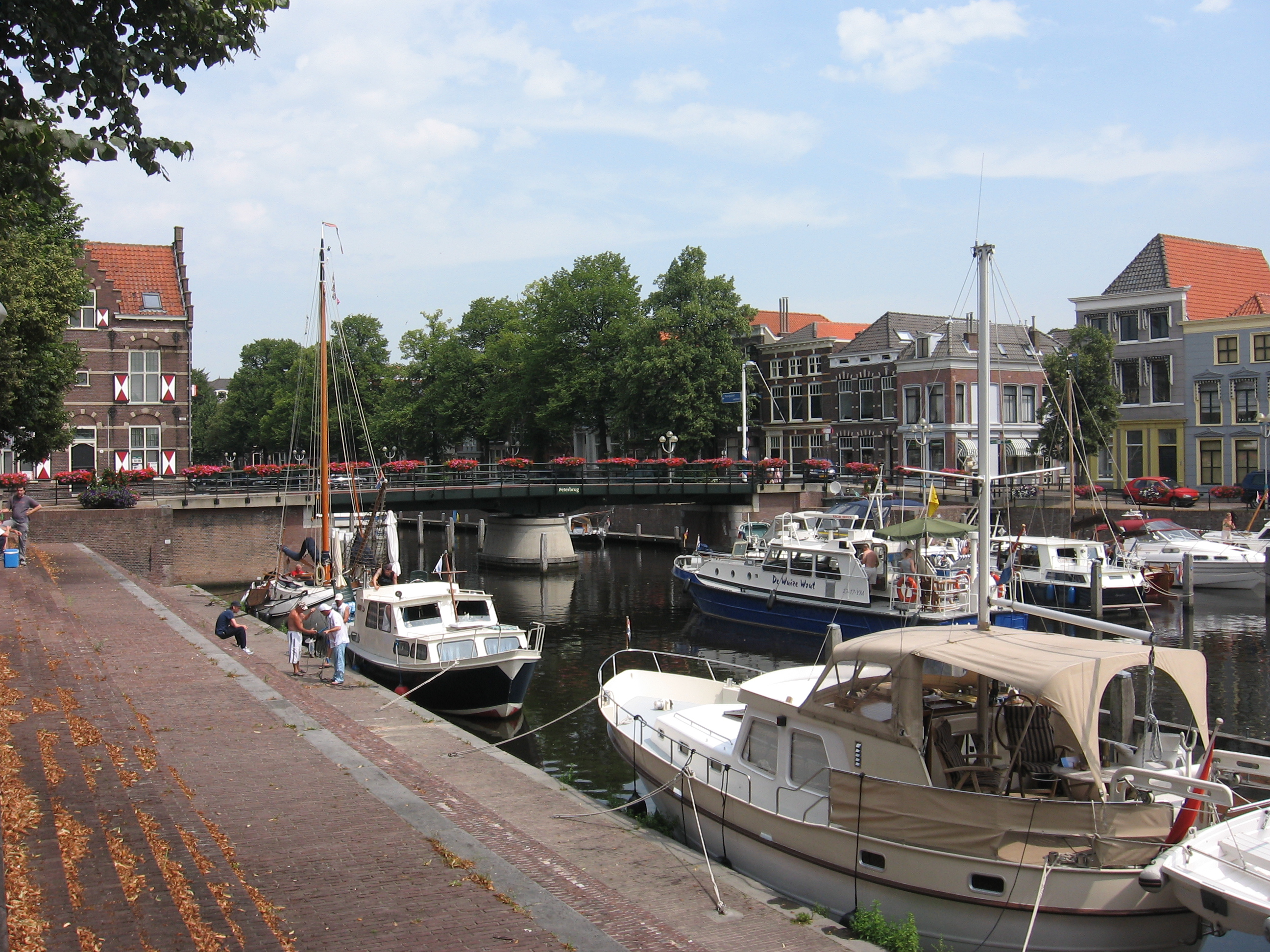
Hamnen i Gorinchem.

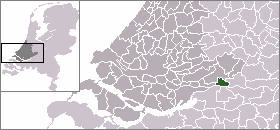
Lägeskarta

Gorinchem (även kallad Gorkum) är en tidigare kommun i provinsen Zuid-Holland i Nederländerna. Kommunens totala area är 21,99 km² (varav 3,03 km² vatten) och antalet invånare 34 623 (2004).
Huvudkontoret för Damen Shipyards Group ligger i Gorinchem.